# 宇宙1408号
宇宙1408号（俄语：Космос-1408）是一颗由前苏联运营的信号情报监控卫星。它于1982年9月16日发射至近地轨道，以取代宇宙1378号（Космос-1378）。2021年11月15日，它在俄罗斯的反卫星武器测试中被摧毁，导致其在地球上空300至1,100 km（190至680 mi）的轨道上产生大量太空垃圾。由于有与这些太空垃圾碎片产生潜在碰撞的威胁，国际空间站上的工作人员不得不进入逃生舱避难。

## 发射
宇宙1408号是电子情报军事监视卫星处女地D型系统的一部分。 该卫星由南方设计局开发，重量约为2,200（4,900磅）， 设计寿命为6个月。 它取代了处女地卫星系统中的宇宙1378号（Космос-1378）。
宇宙1408号于1982年9月16日在前苏联普列谢茨克航天发射场的32/2发射台通过旋风3号运载火箭发射升空。 它被置于近地轨道，其近地点为645 km（401 mi），远地点为679 km（422 mi），轨道倾角是82.5°；轨道周期为97.8分钟。

## 摧毁
2021年11月15日，宇宙1408号被摧毁，而由此产生的太空碎片云严重威胁了国际空间站的安全。 因此，当时在空间站的7名工作人员（4名美国籍，2名俄罗斯籍和1名德国籍）不得不进入乘员舱避难。 如果碎片撞击国际空间站，那么工作人员可以迅速由此返回地球。 宇宙1408号原本在轨的轨道要略高于国际空间站， 并且国际空间站每隔93分钟都要经过这片碎片云。 经过对碎片撞击的风险评估，空间站的工作人员在第二次和第三次经过碎片云时也进行了避难。 同样的，这些碎片也对近地轨道的其他人造卫星构成了威胁。
美国国务院随后谴责了俄罗斯在进行反卫星武器测试中将宇宙1408号作为目标并使用陆基导弹对报废卫星进行打击的行为， 称这是“危险和不负责任的”。 次日，俄罗斯国防部部长谢尔盖·绍伊古承认碎片是由俄罗斯导弹测试所产生，認為其没有对任何太空活动造成威胁。
摧毁宇宙1408号的A-235导弹系统（“努多利”）是从普列谢茨克航天发射场发射。 该导弹系统自2014年以来一直都在进行测试，但宇宙1408号是它摧毁的第一颗卫星。 尽管俄罗斯批准了《外层空间条约》而禁止在太空进行某些类型的军事活动，但并不禁止使用常规弹头的反卫星导弹。
美國國務院發言人内德·普莱斯表示俄罗斯此次反卫星武器测试导致产生了大约1,500块可以被地面雷达所跟踪的碎片， 以及数十万块非常难被跟踪到的碎片。 预计这些碎片将在轨道上存在数年，乃至数十年。 截至2021年11月16日，碎片在距地面220至520 km（140至320 mi）的范围内飞行； 而到了11月17日，它们扩散至距地面300至1,100 km（190至680 mi）的范围。
美国国家航空航天局局长比尔·纳尔逊表示，“俄罗斯在载人航天领域的历史悠久，难以想象俄罗斯不仅会危及国际空间站上的美国和参与国际合作的伙伴宇航员，还会危及自己的宇航员。”国际空间站的7名宇航员中有2名是俄罗斯宇航员。“这些行动是鲁莽和危险的，对中国空间站也有威胁。”

## 相关
- 1985年ASM-135反卫星导弹测试（英语：ASM-135 ASAT）——1985年美国反卫星导弹试验
- 2007年中国反卫星导弹试验
- 燃霜行动——2008年美国反卫星导弹试验
- 女神力量使命（英语：Mission Shakti）——2019年印度反卫星导弹试验
- 凯斯勒现象
- 地心引力 (电影)

## 脚注
1. 1 2  . NASA.   [2021-11-18]. （原始内容存档于2021-11-16） （英语）.
2. 1 2  George Dvorsky. . Gizmodo. 2021-11-15  [2021-11-18]. （原始内容存档于2021-11-16） （英语）.
3. 1 2  Joseph Trevithick. . The Drive. 2021-11-15  [2021-11-18]. （原始内容存档于2021-11-16） （英语）.
4. 1 2 3  . NASA.   [2021-11-18]. （原始内容存档于2021-11-17） （英语）.
5. 1 2  . Gunter Dirk Krebs.   [2021-11-19]. （原始内容存档于2021-11-15） （英语）.
6. 1 2 3  William Graham. . NASASpaceflight. 2021-11-15  [2021-11-19]. （原始内容存档于2021-11-16） （英语）.
7. 1 2  . BBC. 2021-11-17  [2021-11-19]. （原始内容存档于2021-11-17）.
8. ↑  Chelsea Gohd. . Future US, Inc. 2021-11-16  [2021-11-19]. （原始内容存档于2021-11-16） （英语）.
9. 1 2 3 4 5  Paul Rincon; Jonathan Amos. . BBC在线. BBC新闻. 2021-11-17  [2021-11-19]. （原始内容存档于2021-11-18） （英语）.
10. 1 2 3  Loren Grush. . Vox Media. 2021-11-15  [2021-11-19]. （原始内容存档于2021-11-17） （英语）.
11. ↑  Sean Potter. . NASA. 2021-11-16  [2021-11-19]. （原始内容存档于2021-11-17） （英语）.
12. ↑  . BBC. 2021-11-17  [2021-11-19]. （原始内容存档于2021-11-17） （英语）.
13. ↑  . 联合国外层空间事务厅.   [2021-11-19]. （原始内容存档于2019-10-29） （英语）.
14. ↑  Adam Gabbatt. . 卫报. 2021-11-15  [2021-11-19]. （原始内容存档于2021-11-16） （英语）.
15. ↑  U.S. Space Command Public Affairs Office. . 美国太空司令部. 2021-11-15  [2021-11-19]. （原始内容存档于2021-11-17） （英语）.
16. ↑  Eric Berger. . Ars Technica. 康泰纳仕. 2021-11-18  [2021-11-19]. （原始内容存档于2021-11-19） （英语）.
17. ↑  Hanneke Weitering. . Future US, Inc. 2021-11-16  [2021-11-19]. （原始内容存档于2021-11-16） （英语）.